# Antimakassar

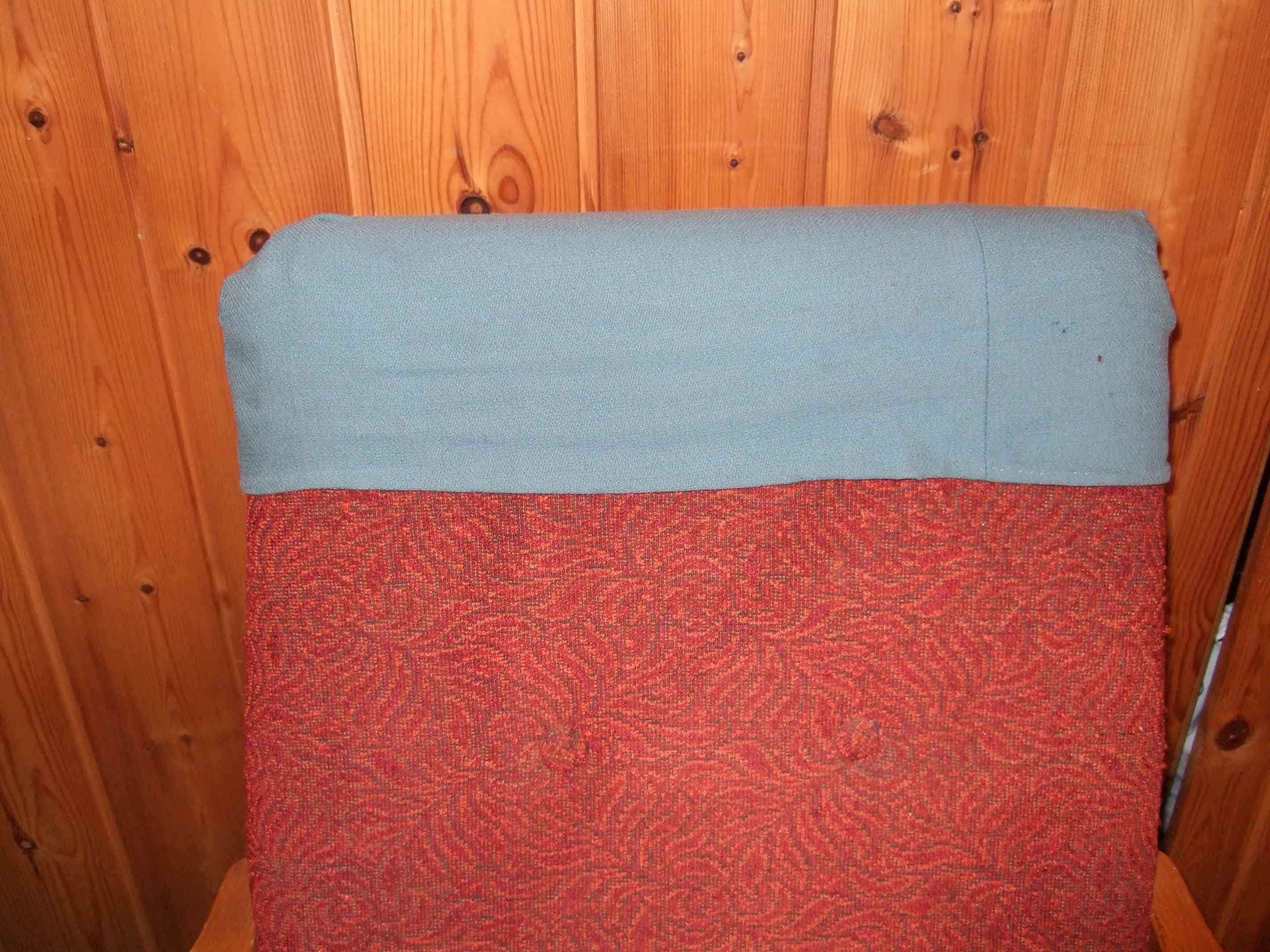
Ein aktueller Antimakassar über die gesamte Breite der Lehne

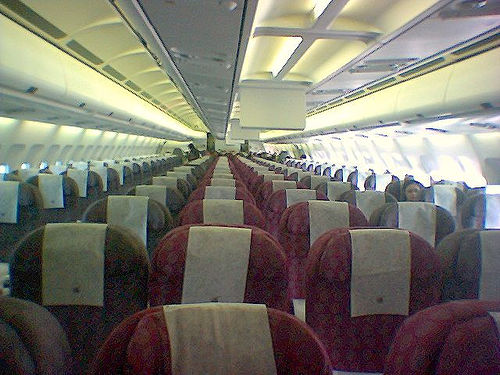
Antimakassars bei Qatar Airways (kurz)

Antimakassars (von griech. ἀντί = „gegen“ und Makassar, gemeint ist gegen Haaröle aus Makassar) sind Stoffüberzüge für Möbellehnen, die den eigentlichen Bezug der Polster vor der Berührung mit dem Haar der Benutzer bzw. dem Fett, das dieses enthält, schützen sollen.
Sie wurden vor allem etwa zwischen 1850 und dem Beginn des 20. Jahrhunderts benutzt – ab 1865 waren sie auch auf Theatersitzen üblich –, sind aber in rudimentärer Form auch noch als Schonüberzüge über manchen Flugzeug- oder Bussitzen und im Bahnverkehr anzutreffen. Im Verkehrswesen werden Antimakassars heute fast ausschließlich mit Logos (Stickereien, Aufdrucke) des Verkehrsbetriebes versehen. Im Regelfall werden die Schutzhüllen nach jeder Reise ausgewechselt.
Die ursprünglichen Antimakassars für den privaten Gebrauch wurden meist zu Hause gefertigt, doch konnte man sie auch käuflich erwerben. Die Stoffe und Fertigungstechniken variierten stark; bekannt sind heute wohl vor allem noch die weißen Exemplare mit Spitzenrand.
Der Name geht auf das Makassaröl zurück, das in der Umgebung der indonesischen Stadt Makassar aus den Früchten der Koesambibäume (Schleichera oleosa) gewonnen wurde und als Grundlage für das im 19. Jahrhundert viel gebrauchte Haaröl verwendet wurde.
Literarische Erwähnung finden die Antimakassars etwa in Theodor Fontanes Roman Mathilde Möhring; hier bewegt ihr Fehlen den Studenten Hugo Großmann, sich als Untermieter bei Familie Möhring einzuquartieren. Die Antimakassars werden hier zusammen mit Öldruckbildern erwähnt und stellen offenbar ein Attribut kleinbürgerlicher Wohnkultur dar, gegen die Großmann eine tiefe Abneigung hegt. Hubert von Herkomer zählt in seiner Autobiographie die „allgegenwärtigen“ Antimakassar zu den geschmacklosen Einrichtungsgegenständen der viktorianischen Haushalte. Auch in Erich Maria Remarques Roman Drei Kameraden gehören die textilen Möbelschoner noch zu einer vollständigen Brautausstattung in kleinbürgerlichen Kreisen. Hier wird allerdings nicht mehr das Fremdwort Antimakassar verwendet, sondern nur noch von Spitzendeckchen gesprochen.